# 飲

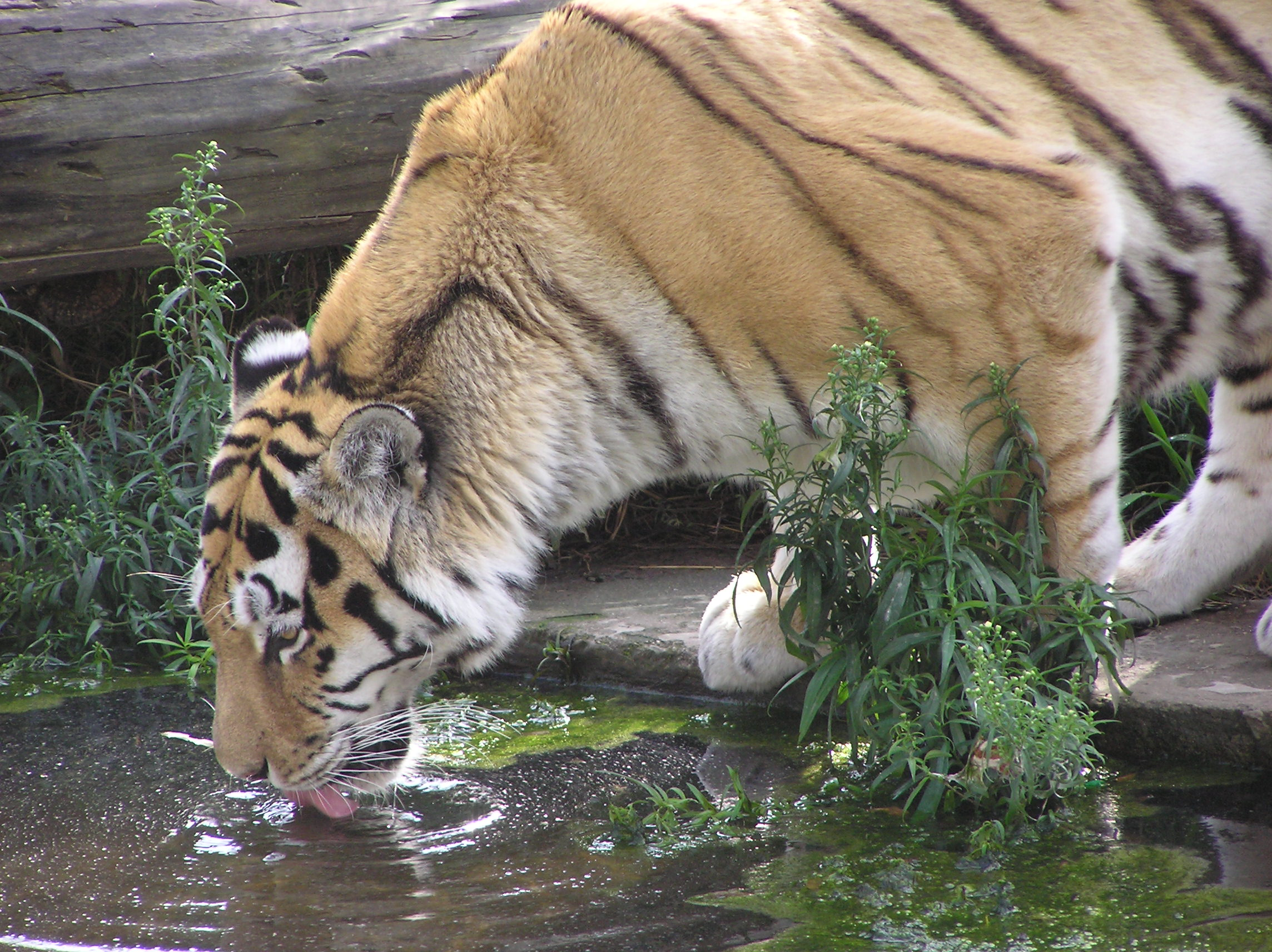
老虎也有飲水的時候

飲又稱喝，是各种动物，为了保持生命，保持新陈代谢而进行的以口摄入一定量的水或其他液體的过程。人类的饮用过程是先吞咽下水或其他液体，再经由蠕动食道完成此过程。